# Сенфорд Мейснер

Сенфорд Майснер (31 серпня 1905 – 2 лютого 1997) – американський актор і викладач акторської майстерності, який розробив підхід до навчання акторській майстерності, відомий як техніка Майснера .  Хоча Майснер знайомився з методичною акторською майстерністю в Груповому театрі, його підхід суттєво відрізнявся тим, що він повністю відмовився від використання афективної пам'яті, що є характерною рисою методичної акторської гри. Майснер зберіг акцент на «реальності дії», що було основою його підходу. 

## Раннє життя
Майснер народився в Брукліні, штат Нью-Йорк, і був найстаршою дитиною кушніра Германа Майснера та Берти Кнепфлер, єврейських іммігрантів, які прибули до Сполучених Штатів з Угорщини .  Його молодшими братами та сестрами були Джейкоб, Рут та Роберт. Щоб покращити здоров'я Сенфорда в молодості, його родина вирушила в подорож до Катскіллських гір . Однак, перебуваючи там, його брат Яків захворів на туберкульоз через вживання непастеризованого молока і невдовзі помер. В інтерв'ю, даному багато років потому, Майснер описав цю подію як «домінуюча емоційна травма у моєму житті, якої я так і не зміг уникнути за всі ці роки».  Оскільки він не зміг впоратися з почуттям провини, пов'язаним зі смертю брата, в якому його звинувачували батьки, юний Майснер став замкнутим.
Він знайшов задоволення, граючи на сімейному піаніно, і зрештою вступив до Музичного інституту Дамроша (нині Джульярдська школа ), де навчався на концертного піаніста.  Однак, коли почалася Велика депресія, батько забрав його з музичної школи, щоб допомогти сімейному бізнесу в швейному районі Нью-Йорка. Пізніше Майснер згадував, що єдиним способом витримати довгі дні, проведені за тяганням рулонів тканини, було розважати себе, програючи в уяві всі класичні фортепіанні твори, які він вивчав у музичній школі. Майснер вважав, що цей досвід допоміг йому у двадцять років розвинути гостре відчуття звуку, подібне до абсолютного слуху .  Пізніше, будучи викладачем акторської майстерності, він часто оцінював сценічні роботи своїх учнів із заплющеними очима та прикривши голову руками. Це допомагало уважніше слухати гру своїх учнів та визначати правдоподібні та хибні моменти в їхній акторській грі. 
Після закінчення середньої школи Еразмус Холл у 1923 році, Майснер професійно зайнявся акторською майстерністю, яка цікавила його з юності. Він виступав у Будинку поселення Крісті-стріт у Нижньому Іст-Сайді під керівництвом Лі Страсберга, який відіграв важливу роль у його розвитку. У 19 років Майснер почув, що Театральна гільдія наймає підлітків, і після короткої співбесіди його взяли на роботу статистом для вистави «Вони знали, чого хотіли» . Цей досвід глибоко вплинув на нього, призвівши до усвідомлення того, що акторство завжди було метою його життя. Він і Страсберг з'явилися в оригінальній постановці Театральної гільдії ревю Роджерса та Харта «Гейті Гарріка», з якої походить відома пісня « Манхеттен ».

## Груповий театр

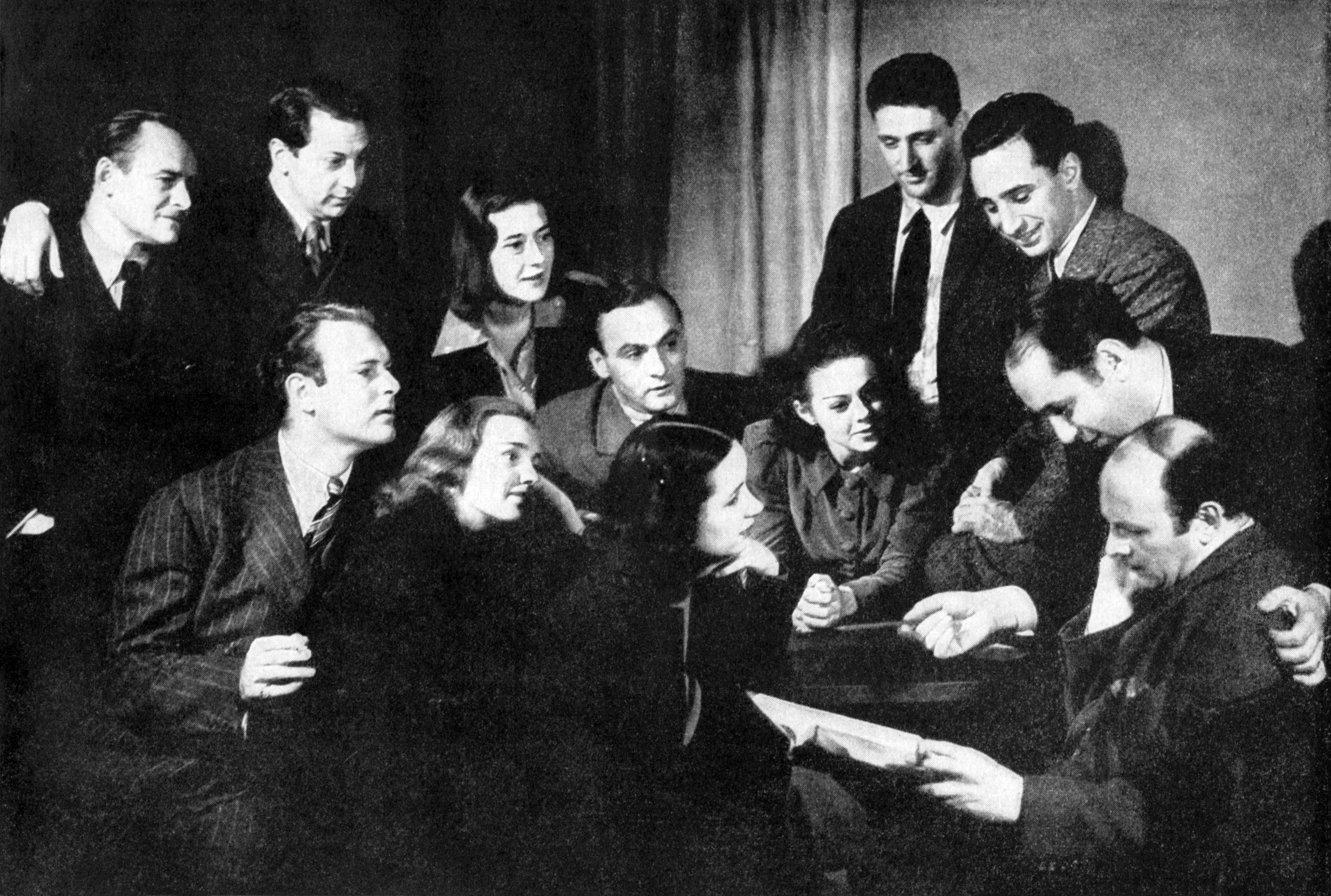
Сенфорд Майснер (задній ряд посередині) з учасниками Групового театру в 1938 році

Незважаючи на побоювання батьків, Майснер продовжував акторську кар'єру, отримавши стипендію для навчання в Театральній гільдії акторської майстерності . Тут він знову зустрів Гарольда Клурмана та Лі Страсберга . Страсберг став одним із найвпливовіших теоретиків акторської майстерності століття та батьком власної акторської техніки, що походить від системи Костянтина Станіславського . Ці троє стали друзями. У 1931 році Клурман, Страсберг та Шеріл Кроуфорд (ще один член Театральної гільдії) відібрали 28 акторів (одним з яких був Майснер) для створення Групового театру . Цей колектив вплинув на все акторське мистецтво в Сполучених Штатах. 
З часом Майснер, разом з низкою інших акторів трупи, виступив проти захоплення Страсберга вправами на афективну пам'ять . У 1934 році колега по трупі Стелла Адлер повернулася з приватного навчання у Станіславського в Парижі та оголосила, що Станіславський дійшов висновку, що в рамках репетиційного процесу заглиблення в минулі спогади як джерело емоцій є лише крайнім заходом, і що актор повинен прагнути розвивати думки та почуття персонажа через фізичні дії, зосереджене використання уяви та віру в «запропоновані обставини» . В результаті, Майснер почав зосереджуватися на створені власного підходу до акторського мистецтва. 
Груповий театр розпався у 1940 році. Майснер продовжував викладати акторську програму в театрі «Neighborhood Playhouse» у Нью-Йорку, де він викладав з 1935 року.  У викладанні він знаходив рівень задоволення, подібний до того, який він знаходив у дитинстві, граючи на фортепіано. У Плейхаусі він розробив власну форму методу акторської майстерності, яка базувалася на системі Станіславського, навчанні Майснера у Лі Страсберга та одкровеннях Стелли Адлер про використання уяви. Сьогодні цей підхід називається методом Мейснера . 
Акторську студію було засновано в 1947 році двома колишніми акторами Групового театру , Елією Казаном та Робертом Льюїсом, а також Шеріл Кроуфорд . Спочатку Страсберга не запрошували приєднатися до колективу, тоді як Майснер був серед перших педагогів, які викладали в студії. Однак 1951 року, після того, як Казан переїхав до Голлівуду, щоб зосередитися на своїй режисерській кар'єрі, Страсберг став художнім керівником студії. У наступні роки багато студентів Акторської студії стали відомими в кіноіндустрії. Пізніше наполягання Страсберга на тому, що він їх навчав, надзвичайно засмутило Майснера, спричинивши ворожнечу з його колишнім наставником, яка тривала до самої смерті Страсберга.

## Нейборхуд Плейхаус школа
У 1935 році Майснер приєднався до викладацького складу театральної школи «The Neighborhood Playhouse» і продовжував працювати керівником акторського відділу до виходу на пенсію в 1990 році, також був почесним директором до своєї смерті в 1997 році.    Техніка Майснера — це покрокова процедура самоаналізу для актора, яка зараз широко визнана однією з провідних акторських технік, що викладаються сьогодні. Тут він широко розвинув свої творчі педогогічні напрацювання.
Серед відомих студентів та випускників театру «The Neighborhood Playhouse» під керівництвом Сенфорда Майснера: Ділан Макдермотт, Джеймс Каан, Стів Макквін, Роберт Дюваль, Грегорі Пек, Даян Кітон, Джефф Голдблюм, Тоні Рендалл, Сідні Поллак, Девід Мамет, Конні Бріттон, Браян Джераті, Леслі Мунвес, Шері Рене Скотт, Кріс Нот, Такер Смолвуд, Мері Стінбурген, Бетсі фон Фюрстенберг, Еллісон Дженні, Дженніфер Грей, Ешлі Аткінсон, Крістофер Мелоні, Алекс Коул Тейлор  та багато інших.

## Школа акторської майстерності Мейснера/Карвілла
У 1983 році Майснер та його товариш Джеймс Карвілл заснували Школу акторської майстерності Майснер/Карвілл на карибському острові Бекія . Студенти з усього світу щоліта приїжджали, щоб взяти участь у літньому інтенсиві з Майснером. Школа акторської майстерності Мейснера/Карвілла діяла на острові, а з 1985 року також у Північному Голлівуді. Майснер розподіляв свій час між театром Neighborhood Playhouse у Нью-Йорку та двома школами. Навесні 1995 року Школу акторської майстерності Майснера/Карвілла було замінено Центром мистецтв Сенфорда Майснера, театральною компанією та школою у Північному Голлівуді  заснованою Майснером, Джеймсом Карвіллом та Мартіном Бартером.  Випускники дворічної програми Майснера могли пройти прослуховування в компанію. Після смерті Майснера компанія стала невід'ємною частиною театральної сцени Лос-Анджелеса протягом багатьох років.  Майснер був присутній на кожній репетиції та кожному виступі до самої смерті.

### Видатні студенти
Протягом своєї кар'єри Майснер мав великий послужний список студентів  які стали добре відомими. Сідні Поллак та Чарльз Е. Конрад були старшими асистентами Майснера. Його техніка корисна не лише для акторів, а й для режисерів, сценаристів та вчителів. У нього  навчалася низка режисерів, серед яких Сідні Люмет і Джон Франкенхаймер, а також такі письменники, як Артур Міллер і Девід Мамет . Принаймні 37 студентів, які навчалися у Сенфорда Майснера, були номіновані на премію «Оскар» або виграли її. 

#### Список відомих студентів
Відомі учні Сенфорда Майснера:
- [[Аарон Екгарт|Аарон Екгарт]]
- [[Алек Болдвін|Алек Болдвін]]
- [[Александра Даддаріо|Александра Даддаріо]]
- [[Крістал Чаппелл|Крістал Чаппелл]]
- [[Боб Фосс|Боб Фосс]]
- [[Крістоф Вальц|Крістоф Вальц]]
- [[Крістофер Ллойд|Крістофер Ллойд]]
- [[Крістофер Мелоні|Крістофер Мелоні]]
- [[Конні Бріттон|Конні Бріттон]]
- [[Девід Духовни|Девід Духовни]]
- [[Девід Раше|Девід Раше]]
- [[Даян Кітон|Даян Кітон]]
- [[Ділан МакДермотт|Ділан МакДермотт]]
- [[Айлін Фултон|Айлін Фултон]]
- [[Елай Воллак|Елай Воллак]]
- [[Френсіс Стернгаген|Френсіс Стернгаген]]
- [[Грейс Келлі|Грейс Келлі]]
- [[Грегорі Пек|Грегорі Пек]]
- [[Іліана Дуґлас|Іліана Дуґлас]]
- [[Джек Лорд|Джек Лорд]]
- [[Джеймс Каан|Джеймс Каан]]
- [[Джеймс Дуган|Джеймс Дуган]]
- [[Джеймс Франко|Джеймс Франко]]
- [[Джеймс Ґандолфіні|Джеймс Ґандолфіні]]
- [[Джейсон Прістлі|Джейсон Прістлі]]
- [[Джефф Бріджес|Джефф Бріджес]]
- [[Джефф Ґолдблюм|Джефф Ґолдблюм]]
- [[Дженніфер Скай|Дженніфер Скай]]
- [[Джессіка Волтер|Джессіка Волтер]]
- [[Джоан Аллен|Джоан Аллен]]
- [[Джон Туртурро|Джон Туртурро]]
- [[Джон Войт|Джон Войт]]
- [[Джун Картер Кеш|Джун Картер Кеш]]
- [[Карл Урбан|Карл Урбан]]
- [[Крістен Ріттер|Крістен Ріттер]]
- [[Лі Ґрант|Лі Ґрант]]
- [[Луїза Лассер|Луїза Лассер]]
- [[Леслі Нільсен|Леслі Нільсен]]
- [[Марк Райделл|Марк Райделл]]
- [[Мері Стінберджен|Мері Стінберджен]]
- [[Майкл К. Вільямс|Майкл К. Вільямс]]
- [[Мішель Пфайффер|Мішель Пфайффер]]
- [[Наомі Воттс|Наомі Воттс]]
- [[Ноа Емеріх|Ноа Емеріх]]
- [[Пол Сорвіно|Пол Сорвіно]]
- [[Пеґґі Ф'юрі|Пеґґі Ф'юрі]]
- Peggy Meredith (немає сторінки)
- [[Пітер Фальк|Пітер Фальк]]
- [[Рене О'Коннор|Рене О'Коннор]]
- [[Роберт Дюваль|Роберт Дюваль]]
- [[Роджер Барт|Роджер Барт]]
- [[Сандра Буллок|Сандра Буллок]]
- [[Скотт Каан|Скотт Каан]]
- [[Шон Астін|Шон Астін]]
- [[Шері Рене Скотт|Шері Рене Скотт]]
- [[Стівен Колбер|Стівен Колбер]]
- [[Стів Макквін|Стів Макквін]]
- [[Сьюзен Блейклі|Сьюзен Блейклі]]
- [[Сюзанна Плешетт|Сюзанна Плешетт]]
- [[Сідні Поллак|Сідні Поллак]]
- [[Террі Стоун|Террі Стоун]]
- [[Тіна Фей|Тіна Фей]]
- [[Том Круз|Том Круз]]
- [[Тоні Рендалл|Тоні Рендалл]]
- [[Тай Баррелл|Тай Баррелл]]
- [[Віл Вітон|Віл Вітон]]

## Зйомки у кіно та на телебаченні
Хоча він рідко знімався в кіно, він зіграв у фільмах «Ніч ніжна», «Історія на першій сторінці» та «Майкі та Нікі» . Його остання акторська роль була в епізоді першого сезону телевізійної медичної драми «Швидка допомога» під назвою «Безсонні в Чикаго». Актор Ной Вайл працював з ним і називав цей досвід найяскравішим моментом у своїй кар'єрі.
| Рік      | Назва                      | Роль                     | Нотатки |
| -------- | -------------------------- | ------------------------ | ------- |
| 1959 рік | Історія на першій сторінці | Філ Стенлі               |         |
| 1962 рік | Ніч ніжна                  | Доктор Франц Грегоровіус |         |
| 1976 рік | Майкі та Нікі              | Дейв Резнік              |         |

## Автор
Майснер є автором книги «Сенфорд Майснер про акторську майстерність» (Knopf Doubleday, 1987), яку деякі вважають незамінним інструментом для сучасних акторів. 

## Особисте життя та смерть
Два шлюби Майснера, з Пеггі Мередіт (уродженою Мейєр) та Бетті Гуч, закінчилися розлученням. Майснер, який був бісексуалом,  провів решту свого життя з партнером Джеймсом Карвіллом.
У 1970 році у Майснера діагностували рак горла, і йому зробили ларингектомію .  Після цієї операції він прожив ще майже три десятиліття, до 2 лютого 1997 року, коли помер уві сні у віці 91 року у своєму будинку в Шерман-Оукс, Лос-Анджелес. 

## Методика Мейснера
Незвичайні методи Майснера вважалися одночасно нетрадиційними та ефективними. Актор Денніс Лонгвелл писав, як одного разу сидів на одному з занять Майснера, коли той викликав двох студентів для акторської вправи. Їм дали одну репліку діалогу, сказали відвернутися та  нічого не робити й не говорити, доки щось не змусить їх сказати ці слова (один з фундаментальних принципів методики Майснера). Перша репліка студента пролунала, коли Майснер підійшов до нього ззаду та сильно вщипнув за спину, що спонукало його відскочити та крикнути від болю. Репліка іншої студентки пролунала, коли Майснер простягнув руку і засунув її під блузку. Її репліка вийшла схожою на сміх, коли вона дьорнулась від його дотику. 
Мета методики Майснера часто описується як досягнення того, щоб актори «жили правдиво в запропонованих обставин». 

## Зовнішні посилання
- Sanford Meisner на сайті IMDb (англ.)
- The Neighborhood Playhouse
- The Sanford Meisner Center